# Sverige 1900-talet
Sverige 1900-talet utgavs av NE och är en bok från år 2000, som handlar om Sverige under 1900-talet. Boken är indelad i olika kapitel, efter teman, och längst ner finns en tidslinje som löper genom hela boken, från 1900 till 1999. Boken avslutas med statistik över 1900-talet och sportresultat.

## Kapitel
- Bonden som försvann (bonden)
- Arbetarens ansikten i litteraturen (arbetaren)
- Från gåspenna till tangentbord (tjänstemannen)
- I industrialismens era (industrialismen)
- Från kullager till IT på ett sekel (teknikutvecklingen)
- Med flyttlass till folkhemmet (förorten)
- De nya svenskarna: Mellan assimilation och mångfald (migrationen)
- Drömmen om Sverige (svenska drömmar)
- Från soppkök till sofflock? (demokratin)
- Är du likaberättigad, lilla vän? (jämlikheten)
- En förlorad värld (samförståndsandan)
- Sverige åter i Europa (alliansfriheten)
- KF en folkrörelse med ideal (Konsumentkooperationen)
- Från den lilla, lilla gumman… till vilda bebin (bilderboken)
- Sverige mellan tyskt och amerikanskt (utländsk påverkan)
- Oönskade i folkhemmet (befolkningsfrågan)
- Sportens moraliska universum (sporten)
- Sweden – the Middle Way? (välfärdsidéerna)
- Fädernas kyrka – kärast bland samfund (kyrkan)
- Gift, sambo, partner, särbo eller frånskild (bröllopsseder)
- När Sverige tog semester (semestervanor)
- Från kungstavla till idolposter – 1900-talets populära väggbilder (bildklassiker)
- Hundra år av lönsamhet (spel & dobbel)
- Kommunikativ, snabb, snål, skön och säker design (industridesign)
- Kampen och monopolet (radio & TV)
- Med svenskheten i högsätet (filmen)
- Från skillingtryck till miljardindustri (populärmusiken)
- Varmare – men från ett kallt utgångsläge (vädret)
- Den svenska naturkänslans historia (natursynen)
- Litteratur i urval
- Statistik (1900-talet i siffror)
- Svenska guldmedaljer i OS
- Register